# Parque de la Plata
Parque de la Plata är en park i Spanien.   Den ligger i provinsen Provincia de Cádiz och regionen Andalusien, i den sydvästra delen av landet, 500 km söder om huvudstaden Madrid. Parque de la Plata ligger 66 meter över havet.
Terrängen runt Parque de la Plata är huvudsakligen platt. Parque de la Plata ligger uppe på en höjd. Runt Parque de la Plata är det ganska tätbefolkat, med 149 invånare per kvadratkilometer. Närmaste större samhälle är Jerez de la Frontera, 1,1 km sydost om Parque de la Plata. Trakten runt Parque de la Plata består till största delen av jordbruksmark.